# Frankenbergerius barratti
Frankenbergerius barratti là một loài bọ cánh cứng trong họ Bọ hung (Scarabaeidae).